# Кинонаграда MTV за лучшую актёрскую команду
Ниже приведен список победителей и номинантов кинонаграды MTV в категории Лучший актёрский дуэт (англ. Best On-Screen Duo), которая присуждались с 1992 по 2006 год и с 2013 по 2015 год. В 2012 году её заменили на Лучший актерский состав (англ. Best Cast). В 2016 году её заменили на Актёрский ансамбль (англ. Ensemble Cast). В 2017 году её заменили на Лучшую актёрскую команду (англ. Best On-Screen Team). Награда не была вручена в 2019 году.
| Церемония | Год церемонии | Лауреаты | Номинанты |
| --------- | ------------- | --- | --- |
| 1-я       | 1992          | Майк Майерс и Дэна Карви — Мир Уэйна                                                                                      | Дэймон Уэйанс и Брюс Уиллис — Последний бойскаут Анна Кламски и Маколей Калкин — Моя дочь Кевин Костнер и Морган Фримэн — Робин Гуд: Принц воров Джина Дэвис и Сьюзан Сарандон — Тельма и Луиза |
| 2-я       | 1993          | Мел Гибсон и Дэнни Гловер — Смертельное оружие 3                                                                          | Шэрон Стоун и Майкл Дуглас — Основной инстинкт Уитни Хьюстон и Кевин Костнер — Телохранитель Николь Кидман и Том Круз — Далеко-далеко Вуди Харрельсон и Уэсли Снайпс — Белые люди не умеют прыгать |
| 3-я       | 1994          | Томми Ли Джонс и Харрисон Форд — Беглец                                                                                   | Мэри Стюарт Мастерсон и Джонни Депп — Бенни и Джун Том Хэнкс и Дензел Вашингтон — Филадельфия Мег Райан и Том Хэнкс — Неспящие в Сиэтле Майк Майерс и Дэна Карви — Мир Уэйна 2 |
| 4-я       | 1995          | Киану Ривз и Сандра Буллок — Скорость                                                                                     | Джим Керри и Джефф Дэниелс — Тупой и ещё тупее Том Круз и Брэд Питт — Интервью с вампиром Джульетт Льюис и Вуди Харрельсон — Прирождённые убийцы Сэмюэл Джексон и Джон Траволта — Криминальное чтиво |
| 5-я       | 1996          | Крис Фарли и Дэвид Спейд — Увалень Томми                                                                                  | Мартин Лоуренс и Уилл Смит — Плохие парни Крис Такер и О’Шиа Джексон — Пятница Брэд Питт и Морган Фриман — Семь Том Хэнкс и Тим Аллен — История игрушек |
| 6-я       | 1997          | Шон Коннери и Николас Кейдж — Скала                                                                                       | Бивис и Баттхед — Бивис и Баттхед уделывают Америку Стив Бушеми и Питер Стормаре — Фарго Клэр Дэйнс и Леонардо Ди Каприо — Ромео + Джульетта Нейтан Лейн и Робин Уильямс — Клетка для пташек |
| 7-я       | 1998          | Джон Траволта и Николас Кейдж — Без лица                                                                                  | Мэтт Деймон и Бен Аффлек — Умница Уилл Хантинг Леонардо Ди Каприо и Кейт Уинслет — Титаник Адам Сэндлер и Дрю Бэрримор — Певец на свадьбе Уилл Смит и Томми Ли Джонс — Люди в чёрном |
| 8-я       | 1999          | Джеки Чан и Крис Такер — Час пик                                                                                          | Бен Аффлек и Лив Тайлер — Армагеддон Николас Кейдж и Мэг Райан — Город ангелов Фредди Принц и Рэйчел Ли Кук — Это всё она Бен Стиллер и Камерон Диас — Все без ума от Мэри |
| 9-я       | 2000          | Майк Майерс и Верн Тройер — Остин Пауэрс: Шпион, который меня соблазнил                                                   | Том Хэнкс и Тим Аллен — История игрушек 2 Киану Ривз и Лоренс Фишберн — Матрица Адам Сэндлер и Дилан и Коул — Большой папа Брюс Уиллис и Хэйли Джоэл Осмент — Шестое чувство |
| 10-я      | 2001          | Камерон Диас, Дрю Бэрримор и Люси Лью — Ангелы Чарли                                                                      | Тим Блейк Нельсон, Джордж Клуни и Джон Туртурро — О, где же ты, брат? Том Хэнкс и Уилсон — Изгой Хью Джекман, Джеймс Марсден, Анна Пэкуин и Хэлли Берри — Люди Икс Роберт Де Ниро и Бен Стиллер — Знакомство с родителями |
| 11-я      | 2002          | Вин Дизель и Пол Уокер — Форсаж                                                                                           | 11 друзей Оушена — Одиннадцать друзей Оушена Джеки Чан и Крис Такер — Час пик 2 Эдди Мёрфи, Майк Майерс и Кэмерон Диаз — Шрек Оуэн Уилсон и Бен Стиллер — Образцовый самец |
| 12-я      | 2003          | Шон Астин, Голлум и Элайджа Вуд — Властелин колец: Две крепости                                                           | Кейт Босуорт, Мишель Родригес и Саноэ Лейк — Голубая волна Джеки Чан и Оуэн Уилсон — Шанхайские рыцари Уилл Феррелл, Винс Вон и Люк Уилсон — Старая закалка Джонни Ноксвилл, Бэм Марджера, Стив-О и Крис Понтиус — Чудаки |
| 13-я      | 2004          | Адам Сэндлер и Дрю Бэрримор — 50 первых поцелуев                                                                          | Джонни Депп и Орландо Блум — Пираты Карибского моря: Проклятие «Чёрной жемчужины» Джек Блэк, Миранда Косгров и др. — Школа рока Бен Стиллер и Оуэн Уилсон — Старски и Хатч Уилл Смит и Мартин Лоуренс — Плохие парни 2 |
| 14-я      | 2005          | Линдси Лохан, Рэйчел Макадамс, Лейси Шабер и Аманда Сэйфрид — Дрянные девчонки                                            | Холли Хантер, Крэйг Т. Нельсон, Сара Воуэлл и Спенсер Фокс — Суперсемейка Винс Вон, Джастин Лонг, Джоэл Дэвид Мур, Стивен Рут, Крис Уильямс, Кристин Тейлор и Алан Тьюдик — Вышибалы Уилл Феррелл, Стив Карелл, Дэвид Кёчнер и Пол Радд — Телеведущий Джон Чо, и Кэл Пенн — Гарольд и Кумар уходят в отрыв                                                    |
| 15-я      | 2006          | Винс Вон и Оуэн Уилсон — Незваные гости                                                                                   | Джессика Альба, Майкл Чиклис, Крис Эванс и Йоан Гриффит — Фантастическая четверка Шонн Уильям Скотт, Джессика Симпсон и Джонни Ноксвилл — Придурки из Хаззарда Стив Карелл, Романи Малко, Сет Роген и Пол Радд — 40-летний девственник Дэниел Рэдклифф, Эмма Уотсон и Руперт Гринт — Гарри Поттер и Кубок огня                                                |
| 21-я      | 2012          | Дэниел Рэдклифф, Эмма Уотсон, Руперт Гринт и Том Фелтон — Гарри Поттер и Дары Смерти: часть 2                             | Кристен Уиг, Майя Рудольф, Роуз Бирн, Мелисса Маккарти, Венди Маклендон-Кови, Элли Кемпер — Девичник в Вегасе Дженнифер Лоуренс, Джош Хатчерсон, Лиам Хемсворт, Элизабет Бэнкс, Вуди Харрельсон, Ленни Кравиц, Александр Людвиг — Голодные Игры Джона Хилл, Ченнинг Татум, Ice Cube, Дэвид Франко, Элли Кемпер, Бри Ларсон — Мачо и ботан                     |
| 22-я      | 2013          | Марк Уолберг и Сет Макфарлейн — Третий лишний                                                                             | Роберт Дауни-мл. и Марк Руффало — Мстители Уилл Феррелл и Зак Галифианакис — Грязная кампания за честные выборы Леонардо Ди Каприо и Сэмюэл Л. Джексон — Джанго освобождённый Дженнифер Лоуренс и Брэдли Купер — Мой парень — псих |
| 23-я      | 2014          | Вин Дизель и Пол Уокер — Форсаж 6                                                                                         | Эми Адамс и Кристиан Бейл — Афера по-американски Мэттью Макконахи и Джаред Лето — Далласский клуб покупателей Айс Кьюб и Кевин Харт — Совместная поездка Джона Хилл и Леонардо Ди Каприо — Волк с Уолл-стрит |
| 24-я      | 2015          | Зак Эфрон и Дэйв Франко — Соседи. На тропе войны                                                                          | Брэдли Купер и Вин Дизель — Стражи Галактики Ченнинг Татум и Джона Хилл — Мачо и ботан 2 Джеймс Франко и Сет Роген — Интервью Шейлин Вудли и Энсель Эльгорт — Виноваты звёзды |
| 26-я      | 2016          | Идеальный голос 2 | Мстители: Эра Альтрона Форсаж 7 Голодные игры: Сойка-пересмешница. Часть 2 Звёздные войны: Пробуждение силы Девушка без комплексов |
| 27-я      | 2017          | Хью Джекман и Дафни Кин — Логан                                                                                           | Джош Гэд и Люк Эванс — Красавица и Чудовище Брайан Тайри Генри и Лакит Стэнфилд — Атланта Дэниел Калуя и Лил Рел Хауэри — Прочь Адам Левин и Блейк Шелтон — The Voice Марта Стюарт и Snoop Dogg — Martha & Snoop's Potluck Dinner Party |
| 28-я      | 2018          | Финн Вулфард, София Лиллис, Джейден Мартелл, Джек Дилан Грейзер, Уайатт Олефф, Джереми Рэй Тейлор и Чоузен Джейкобс — Оно | Чедвик Боузман, Лупита Нионго, Данай Гурира и Летиша Райт — Чёрная пантера Дуэйн Джонсон, Кевин Харт, Джек Блэк, Карен Гиллан и Ник Джонас — Джуманджи: Зов джунглей Тай Шеридан, Оливия Кук, Лина Уэйт, Филип Зао и Уин Морисаки — Первому игроку приготовиться Гейтен Матараццо, Финн Вулфард, Калеб Маклафлин, Ноа Шнапп и Сэди Синк — Очень странные дела |
| 30-я      | 2022          | Том Хиддлстон, София Ди Мартино и Оуэн Уилсон — Локи                                                                      | Селена Гомес, Стив Мартин и Мартин Шорт — Убийства в одном здании Том Холланд, Эндрю Гарфилд и Тоби Магуайр — Человек-паук: Нет пути домой Райан Рейнольдс и Уокер Скобелл — Проект «Адам» Сандра Буллок, Ченнинг Татум и Брэд Питт — Затерянный город |